# 2020 SW
2020 SW är ett Jordnära objekt som upptäcktes den 18 september 2020 av Mount Lemmon Survey vid Mount Lemmon-observatoriet.
Den tillhör asteroidgruppen Aten.
Den 24 september 2020, passerade den jorden på ett avstånd av endast 28 000 kilometer.